# Europaparlamentsvalet i Danmark 2014
Europaparlamentsvalet i Danmark 2014 ägde rum söndagen den 25 maj 2014. Drygt fyra miljoner personer var röstberättigade i valet om de tretton mandat som Danmark hade tilldelats innan valet. 

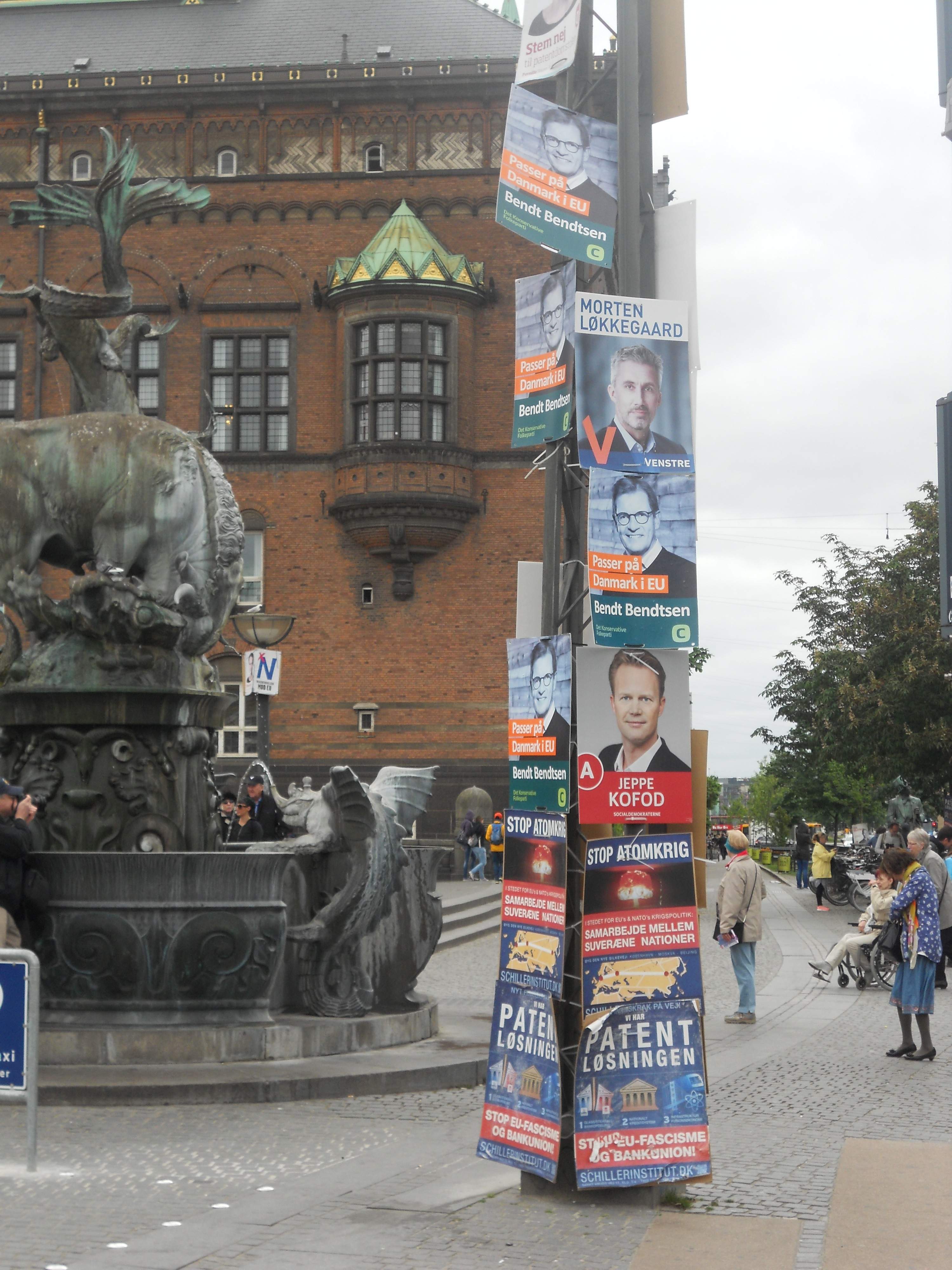
Valplakat i Köpenhamn.

Dansk Folkeparti blev för första gången Danmarks största parti i ett landstäckande val, med 26,6 % av rösterna vilket innebar en fördubbling av partiets mandat från 2 till 4. Socialdemokraterne, Venstre och Socialistisk Folkeparti backade något och förlorade ett mandat vardera. Radikale Venstre gick framåt och fick ett mandat.
Jens Rohde från Venstre bytte efter valet parti till Radikale venstre, efter detta har Venstre 1 mandat och Radikale Venstre 2.

## Valresultat
|                                                                                               |         |  |           |        |
|                                                                                               | Andel   |  | Antal     | Mandat |
| Dansk Folkeparti                                                                              | 26,6 %  |  | 605 889   | 4      |
| Dansk Folkeparti                                                                              | +11,3 % |  | +247 824  | +2     |
| Socialdemokraterne                                                                            | 19,1 %  |  | 435 245   | 3      |
| Socialdemokraterne                                                                            | –2,4 %  |  | –68 545   | –1     |
| Venstre                                                                                       | 16,7 %  |  | 379 840   | 2      |
| Venstre                                                                                       | -3,5 %  |  | -95 269   | -1     |
| Socialistisk Folkeparti                                                                       | 11,0 %  |  | 249 305   | 1      |
| Socialistisk Folkeparti                                                                       | -5,0 %  |  | -123 359  | -1     |
| Konservative Folkeparti                                                                       | 9,1 %   |  | 208 262   | 1      |
| Konservative Folkeparti                                                                       | -3,6 %  |  | -89 132   | ±0     |
| Folkebevægelsen mod EU                                                                        | 8,1 %   |  | 183 724   | 1      |
| Folkebevægelsen mod EU                                                                        | +0,9 %  |  | +14 938   | ±0     |
| Radikale Venstre                                                                              | 6,5 %   |  | 148 949   | 1      |
| Radikale Venstre                                                                              | +2,2 %  |  | +47 912   | +1     |
| Liberal Alliance                                                                              | 2,9 %   |  | 65 480    | 0      |
| Liberal Alliance                                                                              | +2,3 %  |  | +51 980   | –1     |
| Ogiltiga och blanka röster                                                                    | 2,3 %   |  | 73 440    | 0      |
| Ogiltiga och blanka röster                                                                    | -0,7 %  |  | -18 939   | ±0     |
| Valdeltagande                                                                                 | 56,3 %  |  | 2 328 319 | 13     |
| Valdeltagande                                                                                 | -3,2 %  |  | -87 249   | ±0     |
| Antal röstberättigade 4 141 329 01 EPP 03 S&D 03 ALDE 01 G/EFA 04 ECR 01 GUE/NGL 00 EFD 00 NI |         |  |           |        |